# Economia internacional
L'economia internacional (també coneguda com a ciència del comerç internacional) és la branca de l'economia que estudia els conceptes de comerç internacional, inversió estrangera directa i indirecta, taxa de canvi, i llur influències en les economies nacionals, regionals i mundial. Utilitza els mateixos mètodes que les altres branques de l'economia. L'estudi de l'economia internacional està basat en tres conceptes principalment:
- l'avantatge comparatiu - basat en el model de David Ricardo, que estableix que encara que un país sigui més productiu que un altre en tots els seus productes, ambdós països, per mitjà del comerç tenen avantatges comparatius que permeten l'increment de la producció i utilitat globals, per mitjà de l'especialització. De fet, entre més gran sigui la diferència productiva, els guanys del comerç són majors per a ambdós. D'acord amb aquest model, països amb la mateixa capacitat productiva no tenen cap incentiu per a comerciar. Aquest model explica per què existeix el comerç entre nacions desenvolupades i nacions en vies de desenvolupament.
- economies d'escala - aquest model es basa en el concepte econòmic de les economies d'escala; amb major producció, els costos per a produir una unitat més són menors. Per mitjà del comerç, dos països amb la mateixa capacitat productiva poden especialitzar-se, i gràcies a les economies d'escala, produir els productes amb menor cost. Aquest model explica per què existeix el comerç entre nacions desenvolupades.
- competència imperfecta

Algunes subcategories de la branca de l'economia internacional són:
- El procés d'integració econòmica
- Liberalització del comerç
- Tractats de lliure comerç, com ara el NAFTA
- Unió monetària, com ara la zona euro